# Frederick Buckley Newell
Frederick Buckley Newell (* 11. März 1890 in Hartford, Connecticut; † 12. August 1979 in Groton) war ein methodistischer Theologe und Bischof.

## Leben
Newell schloss 1913 mit dem Bachelor of Arts an der Wesleyan University ab. 1916 folgte der Abschluss Bachelor of Divinity am Union Theological Seminary in the City of New York sowie der M.A. an der Columbia University. 
1917 wurde Newell in New York zum Diakon der Bischöflichen Methodistenkirche berufen. Nach seiner Ordination diente er als Pastor in verschiedenen Gemeinden New Yorks. 1952 wurde er durch Luther Barton Wilson in sein Amt als Bischof eingeführt. Als Bischof wirkte er in der Troy Conference im Bundesstaat New York.
Er war seit 1919 mit Emily Louise Lewis verheiratet und hatte zwei Kinder.

## Ehrungen
1931 verlieh ihm das Mount Union College in Alliance (Ohio) und 1938 die Wesleyan University die Ehrendoktorwürde der Theologie (D.D. / Divinitatis Doctor). 1955 wurde ihm das deutsche Große Bundesverdienstkreuz verliehen.